# سام أندروود
سام أندروود (بالإنجليزية: Sam Underwood)‏ هو ممثل بريطاني، ولد في 4 أغسطس 1987 في ووكينغ في المملكة المتحدة.

## وصلات خارجية
- سام أندروود على موقع IMDb (الإنجليزية)
- سام أندروود على موقع قاعدة بيانات الفيلم (الإنجليزية)